# Rubén Silva

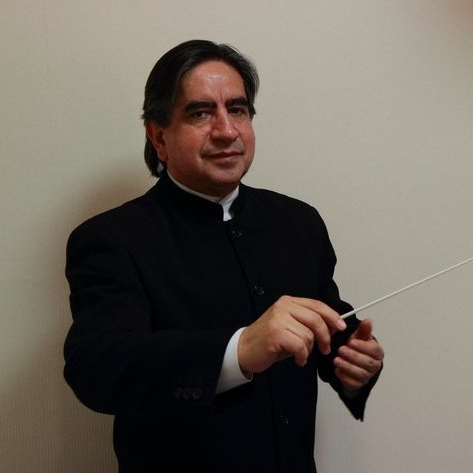
Rubén Silva, 2014

Rubén Silva (* 18. April 1955 in La Paz) ist ein bolivianisch-polnischer Dirigent.
Silva studierte an der Universidad Católica Boliviana San Pablo und am Konservatorium seiner Heimatstadt. 1975 wurde er Dirigent des Orchesters des Konservatoriums und gründete ein Jugendsinfonieorchester. Von 1978 bis 1983 studierte er als Stipendiat der polnischen Regierung an der Musikakademie Warschau bei Stanisław Wisłocki. 1983 war er Preisträger des Dritten Internationalen Grzegorz-Fitelberg-Wettbewerbs in Kattowitz. 
Von 1983 bis 1992 und erneut ab 1997 war er Dirigent an der Warschauer Kammeroper. Zwischen 1994 und 1997 wirkte er als künstlerischer Leiter an den Opernhäusern von Breslau und Krakau und der Philharmonie Koszalin. Zwischen 1997 und 2000 arbeitete er in Belgrad mit dem Roma Music Theatre und der Kammeroper zusammen. 2000 wurde er Direktor der Warschauer Jugendphilharmonie, 2005 künstlerischer Leiter der Philharmonie Koszalin. Seit 2008 hat er Auftritte mit dem Sinfonieorchester von Bogota, 2009 wurde er Erstes Gastdirigent des Orquesta Sinfónica Nacional de Bolivia in La Paz.
In der Saison 2002–03 war Silva Musikdirektor am Teatr Wielki in Łódź. Seit 2013 ist er künstlerischer Leiter der Warschauer Kammeroper. Als Gastdirigent trat er mit den meisten großen polnischen Sinfonieorchestern (u. a. dem Rundfunksinfonieorchester, der Sinfonia Varsovia und der Nationalphilharmonie Warschau) auf. Er nahm an Festivals in Europa und Japan teil und gab Konzerte in den meisten Ländern Europas; im Libanon und Südamerika wurde er 2012 mit dem Goldenen Verdienstkreuz der Republik Polen ausgezeichnet.